# 알렉상드르 송
알렉상드르 디미트리 송 빌롱(프랑스어: Alexandre Dimitri Song Billong, 1987년 9월 9일 ~ )은 카메룬의 은퇴한 축구 선수로 일반적으로 알렉스 송으로도 불린다. 그는 카메룬 국가대표 센터백으로 활동했던 리고베르 송의 사촌 동생이다. 그는 수비형 미드필더로 주로 뛰었으며, 경우에 따라서 센터백으로도 활약할 수 있었다.

## 선수 경력
2008-09시즌 전까지는 아스널에서 부족한 부분을 메우는 보조적인 역할을 주로 담당했지만, 그 후로 빠르게 제자리를 찾아 팀에서 미드필드 지역에서 수비적으로 핵심적인 역할을 맡았다.
2012년 8월 18일 FC 바르셀로나로 이적하였다. 2014년 FIFA 월드컵 조별 리그 2차전에서 크로아티아의 마리오 만주키치의 등을 뒤에서 팔꿈치로 가격하는 비신사적인 플레이로 인해 퇴장당하고, FIFA로부터 3경기 출전정지와 2만 CHF(한화 약 2300만원)의 벌금 징계까지 받았다.

## 국가대표 경력
- 2008년 아프리카 네이션스컵 국가대표
- 2008년 하계 올림픽 축구 국가대표
- 2010년 아프리카 네이션스컵 국가대표
- 2010년 FIFA 월드컵 국가대표
- 2014년 FIFA 월드컵 국가대표

## 수상

#### FC 바르셀로나
- 라리가 : 2012-13
- 수페르코파 데 에스파냐 : 2013

#### 아르타/솔라 7
- 지부티 프리미어리그 : 2020-21, 2021-22
- 지부티 컵 : 2020–21, 2021–22

#### 카메룬
- 아프리카 네이션스컵 : 준우승 (2008)
- 아프리카 U-17 챔피언십 : 2003

### 개인
- 아프리카 올해의 선수 3위 : 2012
- 아프리카 네이션스컵 대회 베스트 : 2008, 2010
- CAF 올해의 팀 : 2009, 2012